# Sirumugai
Sirumugai (tamil: சிறுமுகை) är en ort i Indien.   Den ligger i distriktet Coimbatore och delstaten Tamil Nadu, i den södra delen av landet, 1 900 km söder om huvudstaden New Delhi. Sirumugai ligger 288 meter över havet och antalet invånare är 20 066.